# Tomoyo Kurosawa
Tomoyo Kurosawa (jap. 黒沢 ともよ Kurosawa Tomoyo) (ur. 10 kwietnia 1996 w prefekurze Saitama) – japońska seiyū, piosenkarka oraz aktorka. Związana z agencją Mausu Promotion.

## Życiorys
Urodziła się 10 kwietnia 1996 w prefekurze Saitama w Japonii. Naukę aktorstwa rozpoczęła w wieku trzech lat. Jako seiyū debiutowała w filmie Uchū Show e Yōkoso; znana jest głównie z takich ról jak Tina Sprout (Black Bullet), Kumiko Ōmae (Hibike! Euphonium), czy Fosfofilit (Hōseki no kuni). Wykonuje piosenki w anime i grach wideo (m.in. The iDOLM@STER Cinderella Girls i Pretty Cure). Jako wokalistka współpracowała również z japońską grupą muzyczną Sound Horizon.

## Role
- Active Raid – Liko
- Aikatsu! – Otome Arisugawa
- BanG Dream! – Misaki Okusawa
- Black Bullet – Tina Sprout
- Black Rock Shooter – różne role
- Cudowny Park Amagi – Sylphy
- FLCL Progressive – Aiko
- Hibike! Euphonium – Kumiko Ōmae
- Hisone to Masotan – Nao Kaizaki
- Hōseki no kuni – Fosfofilit
- Idol Time PriPara – Galala
- The iDOLM@STER Cinderella Girls – Miria Akagi
- Koi to Uso – Kagetsu Ichijō
- Locodol – Tsubasa Tsurugi
- Pop in Q – Saki Tsukui
- Ragnastrike Angels – Ayano Anemori
- Rilu Rilu Fairilu – Aurora, Corn, Shijimi
- Sakura Quest – Erika Suzuki
- Sansha Sanyō – Hiyori Ichiyanagi
- Seraph of the End – Serafin dni ostatnich – Mirai Kimizuki, Kiseki-ō
- Tsukiuta. The Animation – Mirai Kimizuki
- Uchū Show e Yōkoso – Natsuki Koyama
- Yūki Yūna wa yūsha de aru – Itsuki Inubozaki